# پلاویناس
پلاویناس (به آلمانی: Stockmannshof) در لتونی با جمعیت ۳٬۶۷۲ نفر است که در شهرداری پلاویناس واقع شده‌است.